# Bostoni erő
A Bostoni erő (eredeti cím: Stronger) 2017-ben bemutatott amerikai életrajzi filmdráma David Gordon Green rendezésében. A forgatókönyvet John Pollono írta, Jeff Bauman és Bret Witter Stronger című memoárja alapján. A főbb szerepekben Jake Gyllenhaal, Tatiana Maslany, Miranda Richardson, Carlos Sanz és Clancy Brown látható.
Világpremierje a 2017-es Torontói Nemzetközi Filmfesztiválon volt, 2017. szeptember 8-án. Az Amerikai Egyesült Államokban szeptember 22-én került a mozikba. Általánosságban pozitív visszajelzéseket kapott a kritikusoktól, akik dicsérték a történet érett hangvételű feldolgozását és Gyllenhaal alakítását. A jegypénztáraknál azonban megbukott: 30 millió dolláros költségvetés mellett mindössze 8 millió dollár bevételt termelt.

## Cselekmény
Jeff Bauman átlagos amerikai munkásosztálybeli férfi. Amikor volt barátnője, akit Jeff szeretne visszaszerezni, indul a bostoni maratonon, a férfi is részt vesz a rendezvényen. Itt azonban egy terrorista bombamerényletben elveszíti mindkét lábát. Nemsokára akarva-akaratlanul is a terrorizmus elleni ellenállás szimbólumává, a „Boston Strong”-jává vált. Jeffet viszont inkább személyes boldogsága foglalkoztatja.

## Szereplők
| Szerep           | Színész            | Magyar hang        |
| ---------------- | ------------------ | ------------------ |
| Jeff Bauman      | Jake Gyllenhaal    | Csőre Gábor        |
| Erin Hurley      | Tatiana Maslany    | Bogdányi Titanilla |
| Patty Bauman     | Miranda Richardson | Kovács Nóra        |
| Jeff Bauman Sr.  | Clancy Brown       | Barbinek Péter     |
| Carlos Arredondo | Carlos Sanz        | Kárpáti Levente    |
| Gail Hurley      | Frankie Shaw       | Kelemen Kata       |
| Kevin            | Danny McCarthy     | Hannus Zoltán      |
| Bob bácsi        | Lenny Clarke       | Várkonyi András    |
| Sully            | Richard Lane Jr.   | Dózsa Zoltán       |
| Larry            | Jimmy LeBlanc      | Moser Károly       |
| Jenn néni        | Patty O’Neil       | Farkasinszky Edit  |
| Karen néni       | Kate Fitzgerald    | Vándor Éva         |

## A film készítése
2014. július 14-én jelentették be, hogy a Lionsgate filmet készít Jeff Bauman Stronger című memoárja alapján, amelynek forgatókönyvét John Pollono drámaíró írja. 2015. július 17-én David Gordon Green rendezőként szerződött a filmre. 2015. július 29-én bejelentették, hogy Jake Gyllenhaal tárgyalásokat folytat Bauman szerepét illetően. 2015. október 7-én kiderült, Tatiana Maslany fogja megformálni Bauman barátnőjét, Erin Hurleyt. 2016. február 2-án a Bold Films szerződést kötött a film gyártására és finanszírozására. 2016. április 5-én Miranda Richardson és Clancy Brown csatlakozott a filmhez, mint Bauman édesanyja, illetve édesapja. Ugyanebben a hónapban Frankie Shaw is csatlakozott a szereplőgárdához.
A forgatás 2016. április 4-én kezdődött Boston környékén (beleértve Boston városát is) és New Yorkban.

## Fordítás
- Ez a szócikk részben vagy egészben  a   Stronger (film) című angol Wikipédia-szócikk ezen változatának fordításán alapul.  Az eredeti cikk szerkesztőit annak laptörténete sorolja fel. Ez a jelzés csupán a megfogalmazás eredetét és a szerzői jogokat jelzi, nem szolgál a cikkben szereplő információk forrásmegjelöléseként.